# 磷循环

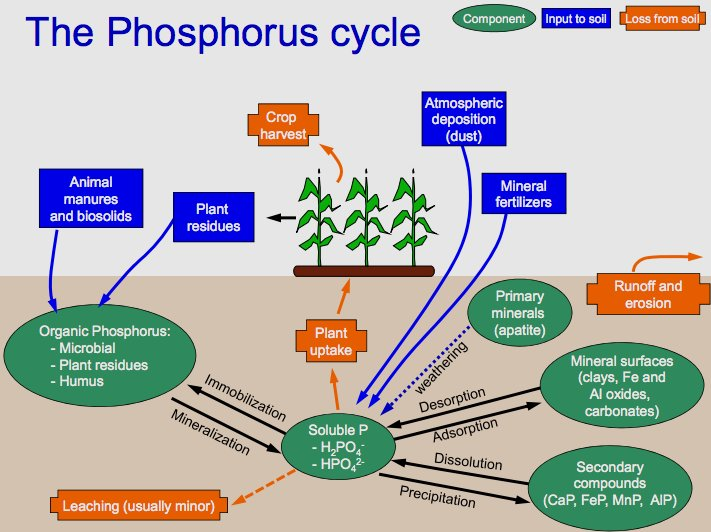
陆地上的磷循环

磷循环(英語：Phosphorus cycle)是生物地球化学循环，描述了通过岩石圈，水圈，生物圈的磷移动。因为磷和磷基化合物在地球上找到的典型范围的温度和压力下通常是固体，磷循环与许多其它的生物地球化学循环不同；大气没有起到磷移动的显著作用。磷化氢气体只會在具備特定條件的地點產生。
在陆地上，磷几千年来对于植物來說变得越来越少，因为它是慢慢地流失。通过土壤微生物生物质的研究所示，土壤中的低浓度磷减缓了植物的生长，也减慢土壤中微生物的生长。在生物地质化学循环中，土壤中的微生物同时作为磷的去处和磷的来源。局部的磷转化是化学的，生物的和微生物的，然而，在全球循环的主要长期转移是在地质年代中受到板块构造运动的驱动。
人类已经造成对全球磷循环的主要变化，通过磷矿物的运送，并利用磷作为肥料，还有从农场到城市运送食物，在那里它作为污水被丢弃。